# István Csom
István Csom (ur. 2 czerwca 1940 w Sátoraljaújhely, zm. 28 lipca 2021) – węgierski szachista i sędzia klasy międzynarodowej (International Arbiter od 1991), arcymistrz od 1973 roku.

## Kariera szachowa
Od połowy lat 60. do końca 80. należał do podstawowych zawodników reprezentacji Węgier. Pomiędzy 1968 a 1988 rokiem dziewięciokrotnie uczestniczył w szachowych olimpiadach, największy sukces osiągając w roku 1978 w Buenos Aires, gdzie szachiści węgierscy jedyny raz w historii wywalczyli złote medale olimpijskie. Poza tym zdobył jeszcze 5 medali: trzykrotnie srebrny wraz z drużyną (1970, 1972, 1980) oraz indywidualnie złoty (1980, za wynik na IV szachownicy) i srebrny (1970, na V szachownicy). W latach 1970–1992 sześciokrotnie reprezentował swój kraj w drużynowych mistrzostwach Europy, zdobywając 3 srebrne (1970, 1977, 1980) i 2 brązowe (1973, 1983) medale wraz z drużyną oraz indywidualnie złoty (1973, na V szachownicy). W roku 1985 wystąpił również w pierwszych drużynowych mistrzostwach świata rozegranych w Lucernie, zdobywając wraz z drużyną tytuł wicemistrzowski oraz srebrny medal za uzyskany rezultat na VII szachownicy. Od 1964 roku wielokrotnie startował w finałach mistrzostw Węgier, w roku 1972 zdobywając tytuł mistrza kraju. Poza tym w 1976 zajął II, a w 1969 i 1973 III miejsca.
Do najważniejszych sukcesów indywidualnych Istvána Csoma należy zwycięstwo (przed Ulfem Anderssonem) w turnieju strefowym w Puli (1975), dzięki któremu wystąpił rok później w turnieju międzystrefowym w Biel/Bienne, zajmując w nim IX miejsce. Poza tym zwyciężył w międzynarodowych turniejach rozegranych w m.in. Amsterdamie (1969, turniej B festiwalu IBM), Olocie (1975), Hanowerze (1976), Berlinie (1979, wraz z Wasilijem Smysłowem), Kopenhadze (1983, turniej Politiken Cup, wraz z Siergiejem Kudrinem), Järvenpie (1985), Nowym Delhi (1987, przed Viswanathanem Anandem), Silkeborgu (1988, wraz z Ivanem Farago), Tel Awiwie (1989, wraz z Joną Kosaszwilim), Ter Apel (1990) oraz Budapeszcie (1995, I-III). Sukcesy osiągnął również w Somborze (1972, II m-ce za Aleksandrem Bielawskim, a przed m.in. Janem Timmanem), Budapeszcie (1978, II m-ce za Johnem Nunnem), Hastings (1978/79, dz. II m-ce za Ulfem Anderssonem), Rzymie (1981, II m-ce za Wiktorem Korcznojem), Maladze (1981, dz. II m-ce za Michaiłem Talem), Esbjergu (1981, II m-ce za Larsem Karlssonem oraz 1985, dz. II m-ce za Andrasem Adorjanem), Niszu (1981, II m-ce za Larsem Karlssonem) i Suhr (1992, II m-ce za Josephem Gallagherem).
W 2001 r. zdobył srebrny medal w mistrzostwach świata "weteranów" (zawodników powyżej 60. roku życia), rozegnanych w Arco.
Najwyższy ranking w karierze osiągnął 1 stycznia 1989 r., z wynikiem 2545 punktów dzielił wówczas 67-73. miejsce na światowej liście FIDE, jednocześnie zajmując 6. miejsce wśród szachistów węgierskich.

## Odznaczenia
- Krzyż Oficerski Orderu Zasługi (2021)[6]